# Campeonato Mundial de Ginástica Artística de 1994 (Equipes)
O XXX Campeonato Mundial de Ginástica Artística transcorreu entre os dia 15 e 20 de novembro de 1994, na cidade de Dortmund, Alemanha. 
As competições individuais foram disputadas no mês de abril, na cidade de Brisbane, Austrália. 1994 foi o único ano em que o Campeonato Mundial de Ginástica Artística fora dividido em duas etapas - individual e equipe.

## Eventos
- Equipes masculinas
- Equipes femininas

## Resultados masculinos
| Pos.              | País    | Pontos  | Ginastas |
| ----------------- | ------- | ------- | --- |
| Medalha de ouro   | China   | 283,333 | Fan Hongbin, Guo Linyao, Huang Huadong, Huang Liping, Li Dashuang, Li Xiaoshuang                                           |
| Medalha de prata  | Rússia  | 282,158 | Evgeni Chabaev, Evgeni Joukov, Dmitri Karbonenko, Alexei Nemov, Dmitri Troush, Dmitri Vasilenko, Alexei Voropaev           |
| Medalha de bronze | Ucrânia | 281,086 | Rustam Charipov, Yuri Ermakov, Igor Korobchinsky, Vitaly Marinich, Grigori Misutin, Vladimir Shamenko, Andrei Stepanchenko |

## Resultados femininos
| Pos.              | País           | Pontos  | Ginastas |
| ----------------- | -------------- | ------- | --- |
| Medalha de ouro   | Roménia        | 195,847 | Simona Amânar, Gina Gogean, Nadia Hategan, Ionela Loaies, Daniela Maranduca, Lavinia Miloşovici, Claudia Presacan         |
| Medalha de prata  | Estados Unidos | 194,645 | Amanda Borden, Amy Chow, Dominique Dawes, Larissa Fontaine, Shannon Miller, Jaycie Phelps, Kerri Strug                    |
| Medalha de bronze | Rússia         | 194,546 | Oksana Fabritschnova, Elena Grosheva, Natalia Ivanova, Svetlana Khorkina, Dina Kochetkova, Elena Lebedeva, Evgenia Rodina |

## Quadro de medalhas[a]
| Ordem | País           | Medalha de ouro | Medalha de prata | Medalha de bronze |    |
| ----- | -------------- | --------------- | ---------------- | ----------------- | -- |
| 1     | Bielorrússia   | 4               |                  | 2                 | 6  |
| 2     | Roménia        | 3               | 2                | 3                 | 8  |
| 3     | China          | 3               | 1                |                   | 4  |
| 4     | Estados Unidos | 2               | 2                |                   | 4  |
| 5     | Rússia         | 1               | 4                | 4                 | 9  |
| 6     | Itália         | 1               |                  |                   | 1  |
| 7     | Ucrânia        |                 | 2                | 3                 | 5  |
| 8     | Grécia         |                 | 1                |                   | 1  |
| 8     | Hungria        |                 | 1                |                   | 1  |
| 8     | França         |                 | 1                |                   | 1  |
| 8     | Grã-Bretanha   |                 | 1                |                   | 1  |
| 12    | Suíça          |                 |                  | 1                 | 1  |
| 12    | Coreia do Sul  |                 |                  | 1                 | 1  |
| TOTAL | TOTAL          | 14              | 15               | 14                | 43 |

- Nota: a. ^ : Quadro de medalhas conta as medalhas conquistadas nas competições em Brisbane e Dortmund.